# Ozarba illimitata
Ozarba illimitata är en fjärilsart som beskrevs av W. Warren 1914. Ozarba illimitata ingår i släktet Ozarba och familjen nattflyn. Inga underarter finns listade i Catalogue of Life.